# Sonia Goretzki
Sonia Goretzki (* 14. Februar 1977 in Mikołów, Polen) ist eine deutsche Autorin mehrerer Sachbücher, Ernährungs- und Gesundheitsberaterin. Sie initiierte in der Schweiz das Programm burn FETT statt burnout.

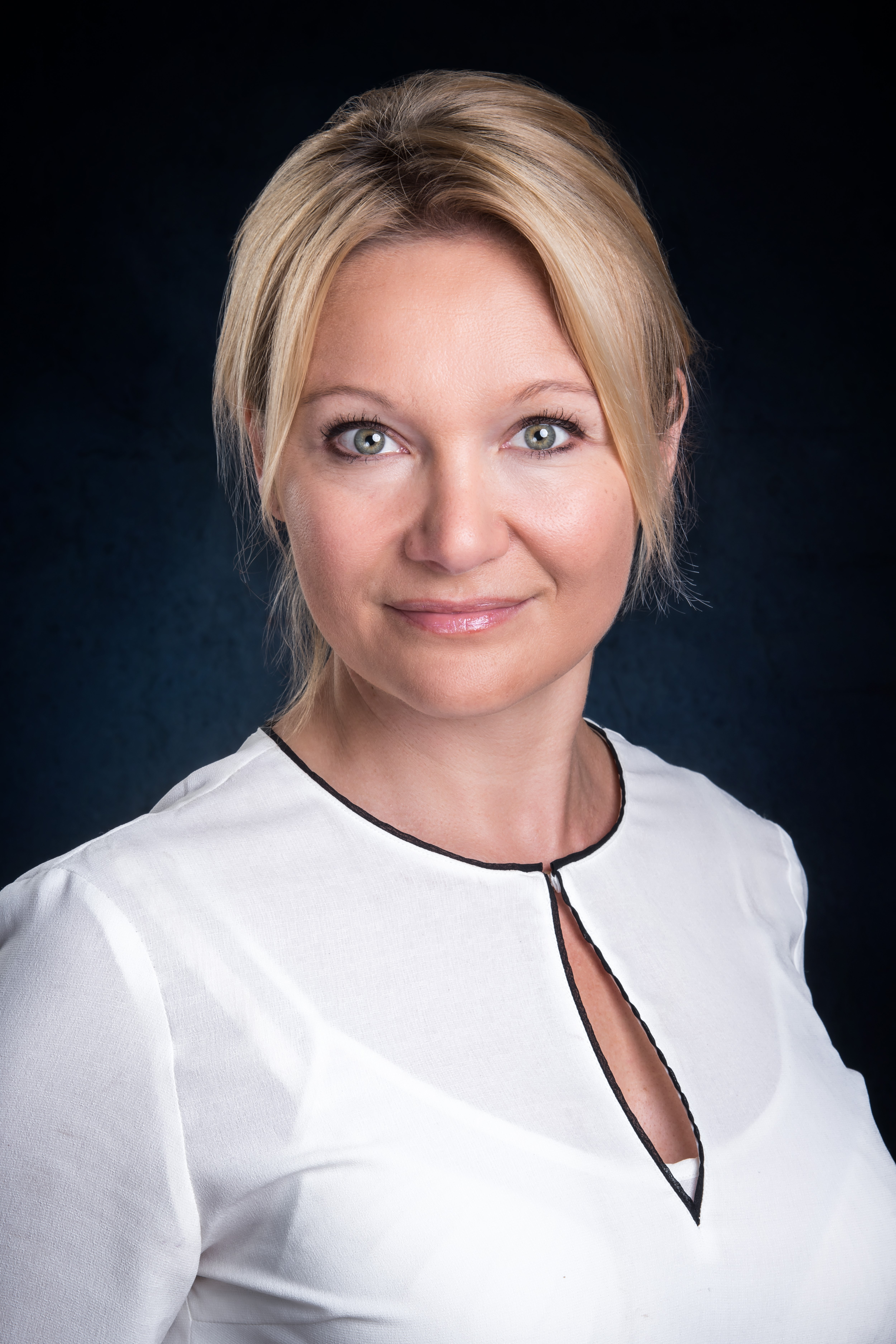

## Leben
Sonia Goretzki begann 2002 ihre Tätigkeit im Bereich der betrieblichen Gesundheitsförderung (BGF), unter anderem mit dem Schweizer Unternehmen fit im job AG in Winterthur. Sie erarbeitete von 2004 bis 2009 praktische Konzepte zur Ernährung am Arbeitsplatz.

## Publikationen
- burn FETT statt burnout. SmartBooks Kilchberg 2000. ISBN 3-90760132-7
- Manager Food, Essen im Büro und unterwegs. Spektra Zürich 2001. ISBN 3-908244-22-6
- Der Fatburner. Reinbek b. Hamburg 2001. ISBN 3-499-61014-0
- Fit im Job, Frische Rezepte für den beruflichen Alltag. Fona Verlag, Lenzburg 2002. ISBN 3-03780119-0
- Genuss statt Verzicht. Fona Verlag, Lenzburg 2008. ISBN 3-03780333-9
- Brain Energy : clevere Rezepte für Konzentration und Kreativität. Fona Verlag, Lenzburg 2014. ISBN 3-03780559-5